# Laomopa flavida
Laomopa flavida är en snäckart som beskrevs av Tom Iredale 1945. Laomopa flavida ingår i släktet Laomopa och familjen punktsnäckor. Inga underarter finns listade i Catalogue of Life.